# Ipotonia nel lattante
Con ipotonia si intende la diminuita resistenza ai movimenti passivi, e spesso si associa alla debolezza muscolare.
L'ipotonia non è una patologia specifica ma una manifestazione clinica di diverse sindromi e disordini neurologici che interessano il muscolo, la conduzione nervosa o il sistema nervoso centrale.
È dunque importante indagare le cause e porre diagnosi certa per evitare che la patologia di base crei importanti conseguenze negative sullo sviluppo fisico e cerebrale del neonato.
Alcune patologie hanno un trattamento specifico, mentre altre sono principalmente contrastate con esercizio fisioterapico e in alcuni casi musicoterapia.